# Zero emisii nete

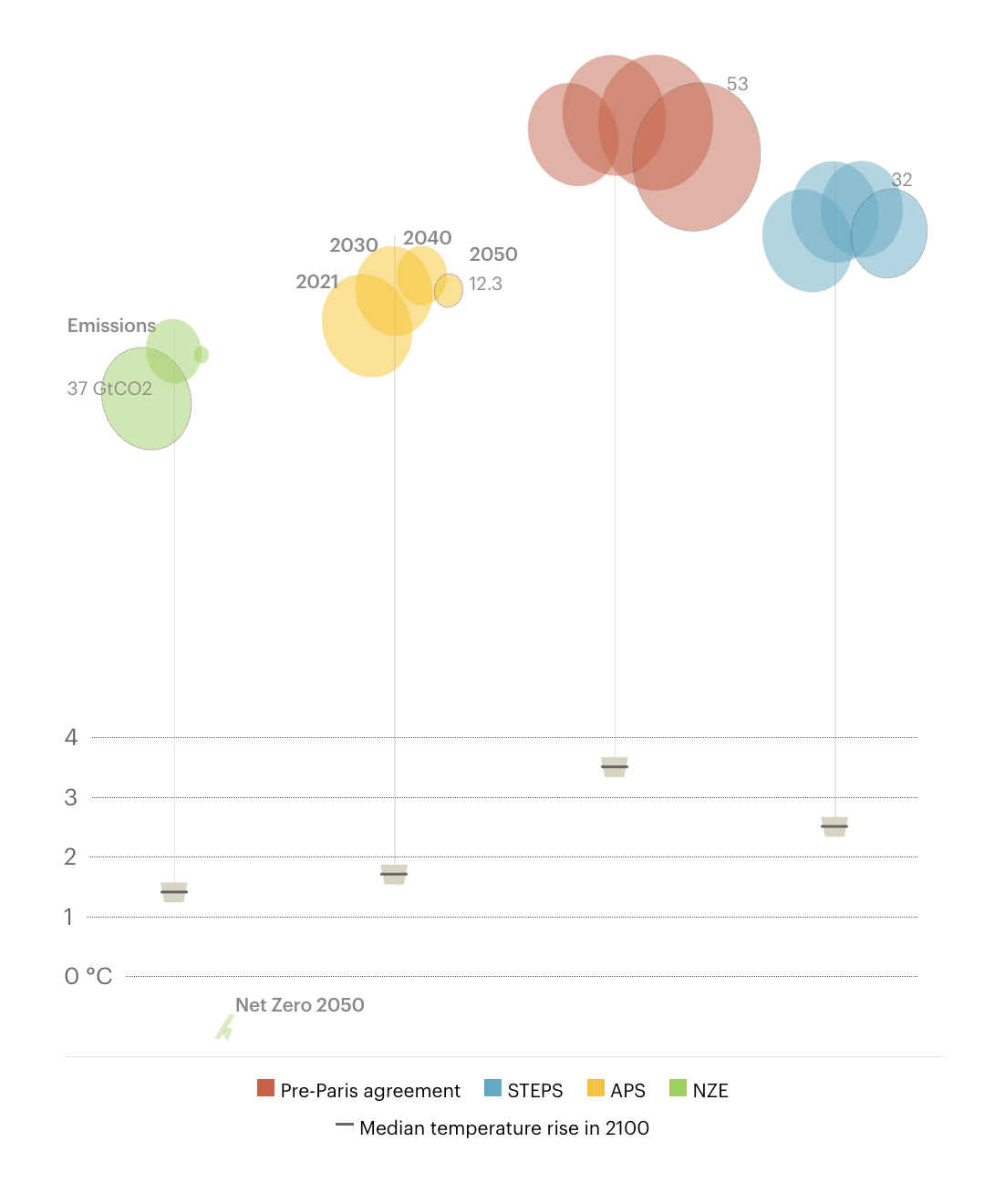
Diverse scenarii privind încălzirea globală estimată până în 2100:
Verde: Propunerea AIE de reducere a emisiilor nete legate de energie la zero până în 2050 este în concordanță cu limitarea încălzirii globale la 1,5 °C.
Galben: Angajamentele pentru zero net și alte angajamente de reducere a emisiilor ar limita creșterea temperaturii la aproximativ 1,7 °C.
Albastru: Deoarece multe angajamente privind clima nu sunt susținute de politici, politicile anunțate începând cu 2022 ar limita creșterea temperaturii la aproximativ 2,5°C.
Roșu: Înainte de Acordul de la Paris din 2015, lumea se afla pe o traiectorie de încălzire globală de 3,5 °C.

Zero emisii nete descrie starea în care emisiile de gaze cu efect de seră datorate activităților umane și eliminările⁠(d) acestor gaze sunt în echilibru într-o anumită perioadă. Este adesea numit, simplu, zero net. Uneori „emisiile” se referă la emisiile tuturor gazelor cu efect de seră, iar în altele se referă doar la emisiile de dioxid de carbon (CO2). Pentru a atinge obiectivul de zero emisii nete sunt necesare acțiuni de reducere a emisiilor. Un exemplu ar fi trecerea de la surse de energie din combustibili fosili la surse de energie durabilă. Organizațiile adesea își compensează emisiile reziduale⁠(d) cumpărând certificate verzi⁠(d).
Adesea termenii „zero emisii nete”, „neutralitate față de [emisiile de dioxid de] carbon” și „neutralitate climatică” sunt folosiți cu același sens.(pp22–24) Totuși, uneori acești termeni au semnificații diferite. De exemplu, unele standarde pentru „certificarea neutră în emisii de carbon” permit o mulțime de compensări ale emisiilor de carbon. Dar „standardele zero net” necesită reducerea emisiilor cu mai mult de 90 % și apoi compensarea doar a restului de 10 % sau mai puțin pentru a scădea în conformitate cu obiectivele de 1,5°C.
În ultimii câțiva ani, „zero net” a devenit principalul cadru pentru acțiunea climatică⁠(d). Multe țări și organizații stabilesc obiective zero net. În noiembrie 2023 aproximativ 145 de țări au anunțat sau iau în considerare obiective zero net, acoperind aproape 90 % din emisiile globale. Acestea cuprind și unele țări care s-au opus la acțiunile climatice în deceniile precedente. Țintele care actual sunt pe zero net la nivel de țară acoperă 92 % din PIB-ul global, 88 % din emisii și 89 % din populația lumii. 65 % din cele mai mari 2000 de companii cotate la bursă după veniturile anuale ao obiective zero net. Printre companiile din Fortune 500, procentul este de 63 %. Obiectivele companiilor pot proveni atât din acțiuni voluntare, cât și din reglementările guvernamentale.
Credibilitatea obiectivelor zero net variază mult, dar majoritatea au o credibilitate scăzută, în ciuda numărului tot mai mare de angajamente și obiective. În timp ce 61 % din emisiile globale de dioxid de carbon sunt acoperite de vreun tip de obiectiv zero net, obiectivele credibile acoperă doar 7 % din emisii. Această credibilitate scăzută reflectă o lipsă de reglementare obligatorie. De asemenea, se datorează nevoii de inovare și investiții continue pentru a face decarbonizarea posibilă.
Până în prezent, 27 de țări au adoptat o legislație națională privind zero net. Acestea sunt legi adoptate de legislaturi care conțin obiective zero net sau echivalente. În prezent, nu există peste tot reglementări naționale în vigoare care să impună legal companiilor cu sediul în țările respective să atingă abiectivul zero net. Mai multe țări, de exemplu Elveția, dezvoltă o astfel de legislație.